# Toby Gard
 (juillet 2015).
Si vous disposez d'ouvrages ou d'articles de référence ou si vous connaissez des sites web de qualité traitant du thème abordé ici, merci de compléter l'article en donnant les références utiles à sa vérifiabilité et en les liant à la section « Notes et références ».
Toby Gard est un créateur anglais de personnage de jeu vidéo. Il est né le 8 juin 1972 à Chelmsford en Angleterre. En 1996, il crée le personnage féminin de jeu vidéo Lara Croft pour le fameux jeu vidéo Tomb Raider.
Il quitte Core Design (développeur du jeu depuis le premier volet) après la sortie de Tomb Raider pour travailler sur Galleon. Plus tard, en 2004, à la suite de l'échec de Tomb Raider : L'Ange des ténèbres et le départ de Core Design, il est embauché en urgence par Crystal Dynamics (le nouveau développeur) pour travailler sur le nouveau volet de la série (Tomb Raider: Legend) en tant que consultant et redonner à la série ses lettres de noblesse.

## Biographie

### Tomb Raiderchez Core Design (1990)
Toby Gard est né le 8 juin 1972 à Chelmsford en Angleterre. Il a commencé sa carrière dans les jeux vidéo lorsqu'il a été embauché par Core Design pour travailler sur le jeu BC Racers en 1994. À partir de la fin de 1994, il faisait partie de l'équipe qui a conçu et développé le jeu vidéo Tomb Raider, avec le personnage Lara Croft. Son travail sur le jeu comprenait la construction et l'animation de la plupart des personnages du jeu (y compris Lara), l'animation des cinématiques du jeu, le storyboard des FMV et la gestion des concepteurs de niveaux. Core a donné à Gard un contrôle créatif sur le jeu, bien qu'il soit clair qu'ils voulaient commercialiser le sex-appeal de Lara, demandant même à Gard d'implémenter un code nu dans le jeu, ce qu'il a refusé de faire. Sa vision pour Lara était un personnage féminin qui était une héroïne.
Après la sortie du jeu vidéo qui fut un succès, Toby Gard a quitté Core Design en 1997. Avec Tomb Raider déjà un succès établi, Core ne donnait plus à Gard la liberté créative qu'il avait à l'origine. En fin de compte, il a eu le choix de créer un portage Tomb Raider pour la Nintendo 64, ou de travailler sur la vision de Core pour Tomb Raider II. Aucune des deux options ne lui plaisait, alors il a quitté l'entreprise.
La même année, il a formé la société Confounding Factor avec le co-développeur Paul Douglas, qui avait travaillé avec lui sur Tomb Raider. Galleon a été annoncé peu de temps après. Le jeu a eu une période de développement prolongée et il sort sur la Xbox en 2004.

### Retour surTomb Raiderchez Crystal Dynamics (2000)
Après la fermeture de Confounding Factor, Gard a été réembauché par Eidos Interactive (alors éditeur et détenteur des droits d'auteur de la série Tomb Raider) pour travailler avec Crystal Dynamics sur un redémarrage de la franchise Tomb Raider, après l’échec de Tomb Raider : L'Ange des ténèbres.
Bien qu'il ait été initialement embauché en tant que consultant créatif pour Tomb Raider: Legend, son travail est devenu "pratique" pendant la production et a finalement inclus la refonte visuelle de Lara, la supervision de la conception et de la création des personnages, la co-écriture de l'histoire, la conception et la mise en œuvre de parties du système de mouvement des personnages et la réalisation des cinématiques. En d’autres termes, Toby Gard donner sa vision personnel qu’il a envers Lara Croft, depuis la création de son personnage.
Pour le 10e anniversaire de la série Tomb Raider, le jeu suivant est un remake du premier jeu original, Tomb Raider: Anniversary. Le rôle de Gard dans Anniversary était limité à consultant d'histoire, tout en ajoutant sa voix au commentaire audio inclus dans le jeu.
Pour Tomb Raider: Underworld, le travail de Gard comprenait la co-écriture de l'histoire, la direction des cinématiques, la direction de la voix, la direction de la capture de mouvement (ainsi que la configuration de la caméra et la gestion des animateurs et des briquets), et la réalisation de la publicité télévisée européenne pour le jeu. Toby Gard et Eric Lindstrom ont reçu une nomination pour la Meilleure écriture dans un jeu vidéo de la Writers Guild of America pour leur travail sur Underworld.

### Otherworld,Ninja Gaiden Zet un nouveau studio (2010)
De 2010 à 2012, il a travaillé sur un webcomic appelé Otherworld. De 2012 à 2014, Gard a été le directeur du jeu de Yaiba: Ninja Gaiden Z à Spark Unlimited.
En 2014, Toby Gard a fondé un nouveau studio appelé Tangentlemen, où il travaillerait en tant que réalisateur de la PlayStation VR sur Here They Lie.
Il est propriétaire de Cathuria Games depuis 2019, où il a travaillé sur le jeu indépendant Dream Cycle.